# Sasunik
Sasunik (en arménien Սասունիկ) est une communauté rurale du marz d'Aragatsotn, en Arménie. Comprenant également la localité de Karin, elle compte 3 362 habitants en 2009.

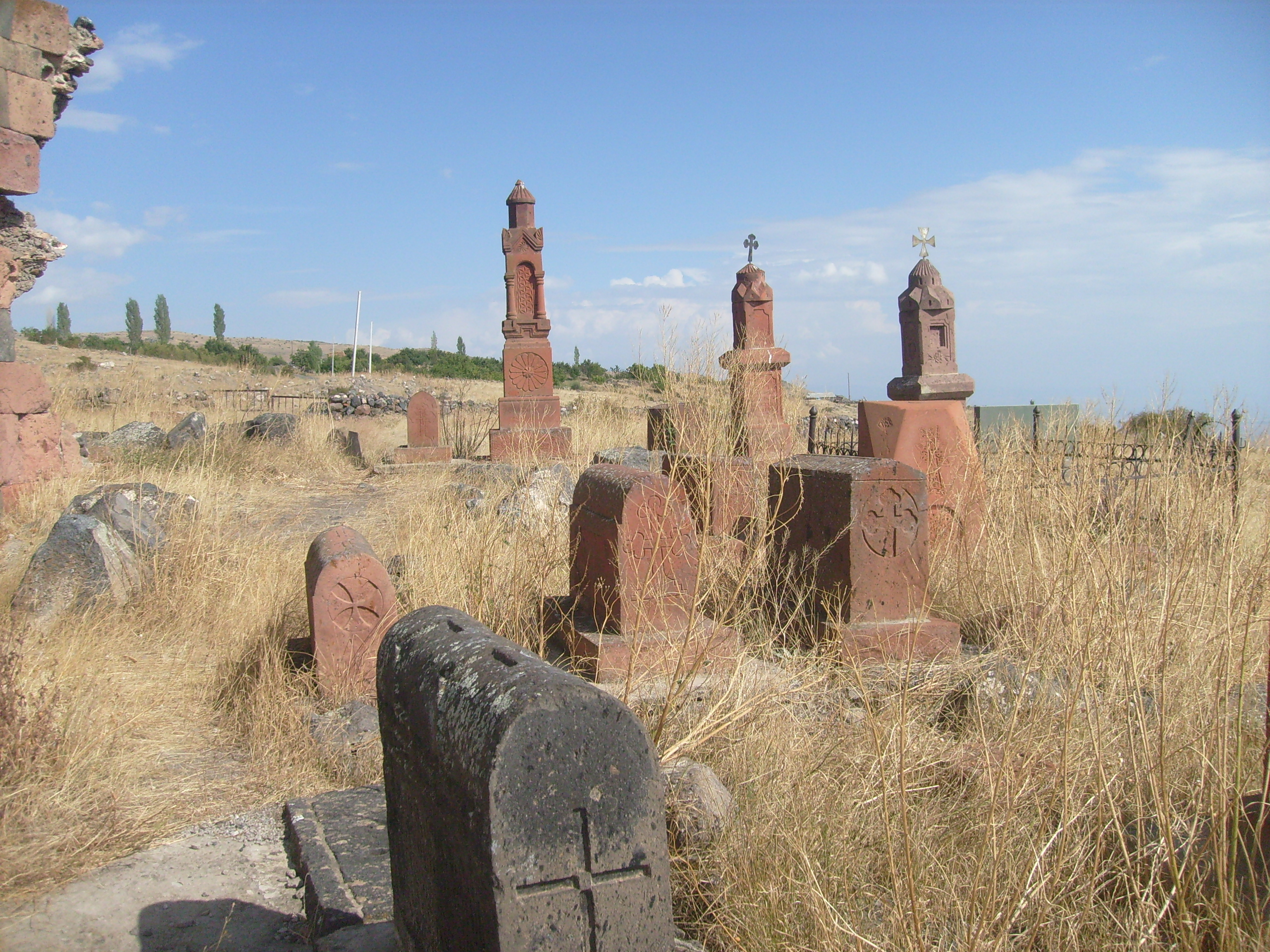
Le cimetière